# Fifea aciphylla
Fifea aciphylla är en bladmossart som beskrevs av H. Crum 1991. Fifea aciphylla ingår i släktet Fifea och familjen Lembophyllaceae. Inga underarter finns listade i Catalogue of Life.